# Гюттікон
Гюттікон (нім. Hüttikon) — громада  в Швейцарії в кантоні Цюрих, округ Дільсдорф.

## Географія
Громада розташована на відстані близько 90 км на північний схід від Берна, 15 км на північний захід від Цюриха.
Гюттікон має площу 1,6 км², з яких на 15,6% дозволяється будівництво (житлове та будівництво доріг), 48,1% використовуються в сільськогосподарських цілях, 36,3% зайнято лісами, 0% не є продуктивними (річки, льодовики або гори).

## Демографія
2019 року в громаді мешкало 952 особи (+43,8% порівняно з 2010 роком), іноземців було 15,9%. Густота населення становила 599 осіб/км².
За віковим діапазоном населення розподілялося таким чином: 27,3% — особи молодші 20 років, 60% — особи у віці 20—64 років, 12,7% — особи у віці 65 років та старші. Було 356 помешкань (у середньому 2,7 особи в помешканні).
Із загальної кількості 129 працюючих 15 було зайнятих в первинному секторі, 27 — в обробній промисловості, 87 — в галузі послуг.